# Macierzanka halna
Macierzanka halna (Thymus alpestris) – gatunek rośliny wieloletniej  z rodziny jasnotowatych. Występuje w zachodniej i środkowej Europie. W Polsce rośnie w Karpatach i Karkonoszach. 

## Morfologia

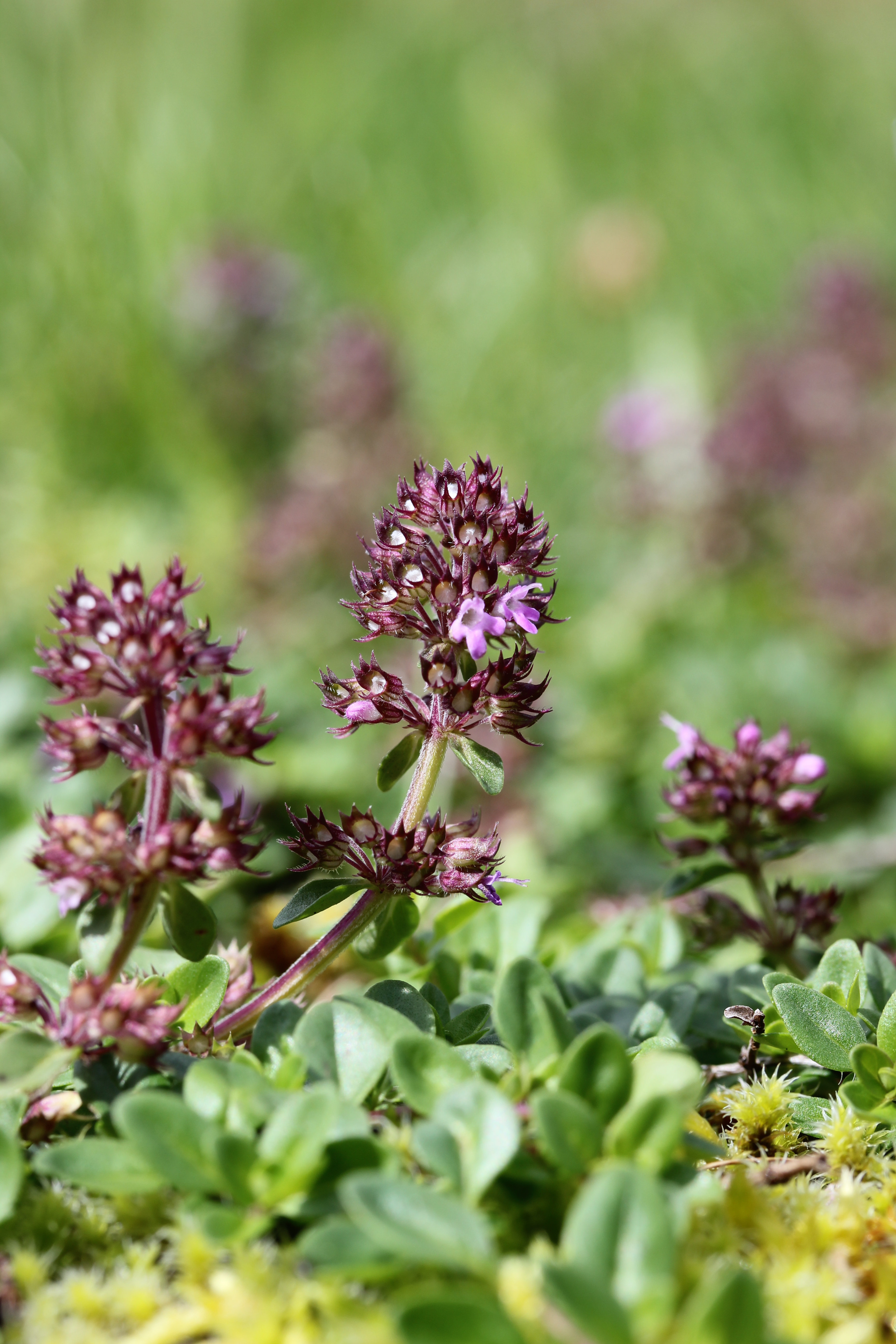
Kwiatostan

PokrójPółkrzew tworzący luźne darnie o wysokości 5–15 cm.
ŁodygaŁodygi długo pełzające po ziemi i zakorzeniające się. Część pędów jest zakończona kwiatostanami, część jest płonna. Pędy płonne są długie, płożące się i rosną przez wiele lat. Kwitnące pędy wznoszą się do góry. Pędy kwiatostanowe wyrastają z pędów płonnych, są wyraźnie 4-kanciaste i nagie, tylko krawędzie mają owłosione krótkimi i odgiętymi w dół włoskami.
LiścieJajowate, eliptyczne lub okrągłojajowate, o długości do 11 mm. Są dość cienkie i prawie nagie (nieliczne rzęski występują tylko na nerwach). Wyrastają na bardzo krótkich ogonkach – długość ogonków nie przekracza 0,25–0,5 długości blaszki liściowej. Boczne nerwy słabo widoczne i nie łączą się ze sobą w jeden okrężny nerw. Ta cecha nerwacji liści różni ten gatunek od podobnych gatunków – macierzanki karpackiej i macierzanki nadobnej. Cechą charakterystyczną jest również to, że na łodygach kwiatowych liście są w kierunku wierzchołka wybitnie coraz to większe.
KwiatyZebrane w luźną główkę, czasami wydłużoną. Kielich kwiatów jest owłosiony tylko dołem, lub niemal nagi, jest dwuwargowy, przy czym górna warga jest dłuższa od dolnej i ma trójkątnie lancetowate ząbki. Korona o ciemnopurpurowym kolorze i długości 5-8 mm. Występuje, podobne, jak u wszystkich macierzanek różnosłupkowość; część kwiatów na tym samym okazie ma dłuższe szyjki słupków i krótsze pręciki (te kwiaty są mniejsze), a część kwiatów odwrotnie, ma dłuższe pręciki i krótsze szyjki słupków (te kwiaty są większe).
OwocRozłupnia. Rozpada się na 4 twarde, suche rozłupki.

## Biologia i ekologia
- Bylina.  Kwitnie od czerwca do sierpnia.
- Siedlisko: murawy, skały, upłazy, hale. W Tatrach rośnie aż do piętra halnego.

## Zmienność
Tworzy mieszańce z macierzanką zwyczajną.